# Аграфенино (Тверская область)
Аграфенино — деревня в Удомельском городском округе Тверской области. 

## География
Деревня расположена в 15 км на юг от города Удомля.

## История
В 1765 году на погосте Сменково, расположенном южнее деревни, была построена деревянная Вознесенская церковь с 4 престолами.
В конце XIX — начале XX века деревня вместе с погостом Сменково входило в состав Овсищинской волости Вышневолоцкого уезда Тверской губернии.
С 1929 года деревня входила в состав Сменовского сельсовета Удомельского района Тверского округа Московской области, с 1935 года — в составе Калининской области, с 2005 года — в составе Таракинского сельского поселения, после его упразднения в 2014 году — в составе Удомельского сельского поселения, с 2015 года — в составе Удомельского городского округа.

## Население
| 1859 | 2002 | 2008 | 2010 |
| ---- | ---- | ---- | ---- |
| 212  | ↘25  | ↗28  | ↘22  |